# Hugo Münsterberg
Hugo Münsterberg (født 1 juni 1863 i Danzig, død 16 december 1916 i Cambridge, Massachusetts) var en tysk-amerikansk filosof og psykolog, elev af Wilhelm Wundt og en af pionererne inden for anvendt psykologi. Han var tilhænger af psykologismen, som navnlig var udbredt i slutningen af 1800-tallet med navne som Wundt, Theodor Lipps og danskeren Harald Høffding. Denne retning mente at psykologien skulle betragtes som grundlag for filosofien.
Münsterberg blev 1888 docent i filosofi og 1891 professor ved universitetet i Freiburg im Breisgau samt 1892 professor ved Harvard University. Foruden sin omfattende videnskabelige virksomhed arbejdede han politisk for et nærmere forhold mellem Tyskland og USA. Münsterberg var organisator af den internationale videnskabelige kongres ved verdensudstillingen i Saint Louis 1904. Årene 1910-11 opholdt han sig i Tyskland som udvekslingsprofessor mellem de to lande og var direktør for det amerikanske institut i Berlin.